# Natalie Seybold
Natalie Kimberly Seybold (* 18. September 1965 in Orlando, Florida) ist eine ehemalige US-amerikanische Eiskunstläuferin.
Seybold trat zusammen mit ihrem Bruder Wayne Seybold im Paarlauf an. Zusammen belegten sie bei den US-amerikanischen Meisterschaften 1985 und 1989 den zweiten Platz. In den Jahren 1986 und 1988 wurden sie jeweils Dritte. Ebenfalls traten sie zwischen 1985 und 1989 bei vier Eiskunstlauf-Weltmeisterschaften an. Ihr bestes Resultat waren dabei die achten Plätze 1986 und 1989. Des Weiteren traten die Seybolds bei den Olympischen Winterspielen 1988 im kanadischen Calgary an. Im Paarlauf erreichten sie Rang zehn.

## Ergebnisse

### Paarlauf
(mit Wayne Seybold)
| Wettbewerb / Jahr                | 1985 | 1986 | 1987 | 1988 | 1989 |
| -------------------------------- | ---- | ---- | ---- | ---- | ---- |
| Olympische Winterspiele          |      |      |      | 10.  |      |
| Weltmeisterschaften              | 9.   | 8.   |      | 10.  | 8.   |
| US-amerikanische Meisterschaften | 2.   | 3.   | 4.   | 3.   | 2.   |